# Euophrys evae
Euophrys evae là một loài nhện trong họ Salticidae.
Loài này thuộc chi Euophrys. Euophrys evae được Marek Żabka miêu tả năm 1981.